# Procuratore Generale Federale presso la Corte di Giustizia federale
Il Procuratore Generale Federale presso la Corte federale di giustizia (abbreviazione tedesca GBA) è la Procura della Federazione nella Repubblica federale di Germania. e svolge funzioni che vanno ad affiancarsi alle procure dei Stati Federali dei Länder. L'Autorità diretta dal Procuratore generale Federale porta lo stesso nome; nella letteratura specialistica e nel linguaggio comune è anche indicata come il Procuratore Generale della Federazione. Peter Frank è a capo dell'autorità dal 2015.
Gli vengono assegnati un Procuratore Generale aggiunto e diversi procuratori federali presso la Corte federale di Giustizia, procuratori superiori e procuratori aggiunti presso la stessa Corte federale. Ha circa 200 dipendenti, di cui circa 90 sono giuristi. Sono impiegati anche alcuni membri del personale accademico; si tratta di Procuratori o giudici di Stati Federali (Länder), che di solito, sono distaccati per tre anni.
Il Procuratore Generale Federale è un funzionario politico. Esso ha lo scopo di condividere le opinioni e gli obiettivi del rispettivo governo federale in materia di politica criminale e di sicurezza e può essere temporaneamente ritirato in qualsiasi momento. Appartiene al ramo esecutivo ed è soggetto al controllo del Ministro Federale della Giustizia e della Protezione dei Consumatori (BMJV).
Il Procuratore Generale Federale rappresenta generalmente l'azione penale in tutti i procedimenti penali avviati dinanzi alla Corte Federale di Giustizia. Ha inoltre una giurisdizione speciale su una serie di reati di sicurezza dello Stato diretti contro lo Stato Federale o in cui i presunti autori agiscono al di là delle frontiere. Essa ha inoltre competenza esclusiva per perseguire i reati ai sensi del diritto penale internazionale.